# ROCK THE WORLD
『ROCK THE WORLD』（ロック・ザ・ワールド）は、HOME MADE 家族が2005年5月11日にリリースした1枚目のアルバム。バーニー・グランドマンがマスタリング・エンジニアを担当している。
オリコンチャートではシングル、アルバム通じ初のトップ10入りとなった。

## 収録曲
1. It's da 大・中・SHOW!!!  (1:08)
2. HOME PARTY  (4:11)
3. ON THE RUN (4:29)
4thシングル
4. アイコトバ (4:17)
2ndシングル
5. あすなろの木 (4:47)
6. くうねるあそぶ (4:35)
7. Oooh!家~!(Extended Ver.) (4:47)
8. 恋のデシベル (4:44)
9. サンキュー!! (4:11)
3rdシングル
10. もちろん(持ち論) (4:11)
11. LIVE ON DIRECT pt.3 (1:40)
12. Mr.タフガイ (3:15)
13. SUMMER TIME MAGIC (4:49)
1stシングル
14. ホメられると伸びるタイプ (4:55)
15. HOME SWEET HOME(Reborn) (4:29)
16. Life goes on&on (4:54)